# 目加田説子
目加田 説子（めかた もとこ、1961年 - ）は、日本の政治学者。中央大学総合政策学部教授。地雷廃絶日本キャンペーン（JCBL）運営委員。専門は、国際政治学、NGO論、トランスナショナル市民社会論。

## 来歴・人物
静岡県生まれ。父親の仕事の関係でアルゼンチンで少女時代を過ごした経験を持つ。NHK職員で元アナウンサーの目加田頼子は実姉。
上智大学外国語学部比較文化学科（現・国際教養学部国際教養学科）卒業。ジョージタウン大学大学院で国際政治学の修士号を取得後、日本国際交流センター、フジテレビ報道局報道センター勤務。
1992年フジテレビ退社後、コロンビア大学大学院を経て、大阪大学大学院国際公共政策研究科から博士号取得。東京財団研究員、経済産業研究所研究員、関西学院大学、東京大学、早稲田大学の講師を務め、2004年から現職。
2001年3月　大阪大学（国際公共政策）博士「冷戦後の多国間条約成立過程におけるトランスナショナル・シビルソサエティの役割 」。

## 著書

### 単著
- 『地雷なき地球へ　夢を現実にした人びと』岩波書店、1998年4月。ISBN 9784000233309。
- 『国境を超える市民ネットワーク トランスナショナル・シビルソサエティ』東洋経済新報社〈RIETI経済政策分析シリーズ 3〉、2003年3月。ISBN 9784492211359。
- 『地球市民社会の最前線 NGO・NPOへの招待』岩波書店〈新世界事情〉、2004年11月。ISBN 9784000270328。
- 『行動する市民が世界を変えた クラスター爆弾禁止運動とグローバルNGOパワー』毎日新聞社、2009年10月。ISBN 9784620319582。

### 編著
- 『ハンドブック市民の道具箱』岩波書店、2002年11月。ISBN 9784000233729。